# Halide Nusret Zorlutuna
Halide Nusret o Halide Nusret Zorlutuna (Istanbul, Imperi Otomà, 1901 - Istanbul, Turquia, 10 de juny de 1984) fou una poeta i escriptora turca. Saltà a la fama, als 18 anys, amb el poema "Git Bahar" (Vaja, primavera), escrit a la primavera de 1919, quan Turquia estava sota l'ocupació dels Aliats, després de la Primera Guerra Mundial.

## Carrera literària
Halide Nusret digué que el seu primer poema és "un crit de rebel·lió". L'any 1975, l'Any de la Dona, Zorlutuna va ser anomenada "Ümmül-Muharrirat" (La mare de les escriptores), per l'Association for Exploration of the Social Life of Women.

### Poesia
Git Bahar (inici del poema)
Vagi-se'n, no passegis en aquests camins d'ombra
Primavera, les teves mirades encara bastant embriagades
No t'equivoquis de baixar a la meva ànima com a hoste...

## Vida familiar

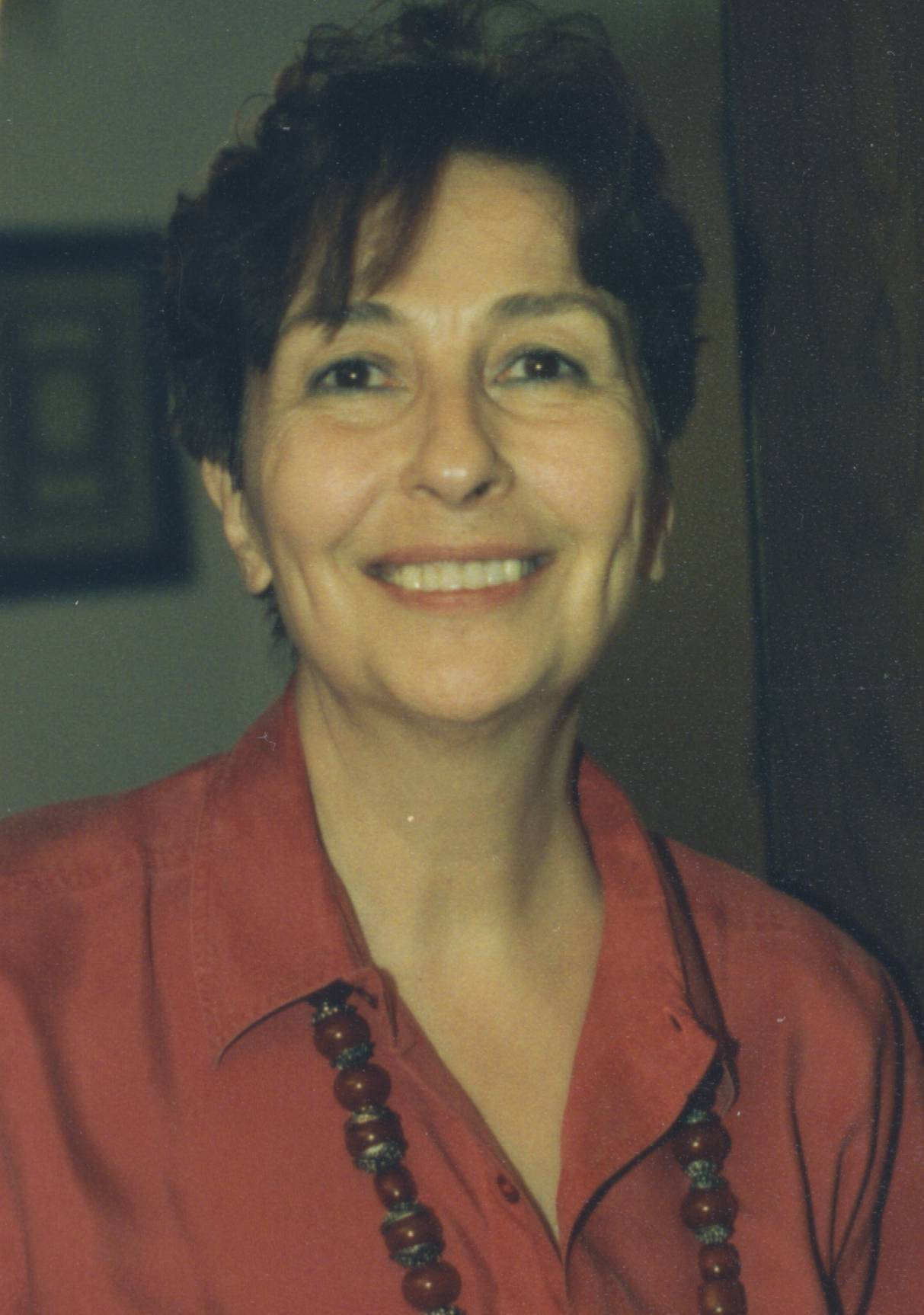
Emine Işınsu, filla de Halide Nusret, també escriptora.

Casada amb el general Aziz Vecihi Zorlutuna, és mare d'Emine Işınsu i tieta de Pınar Kür, amdues novel·listes famoses.